# Porites rugosa
Porites rugosa là một loài san hô trong họ Poritidae. Loài này được Fenner & Veron mô tả khoa học năm 2000.